# Luis Antonio Escobar

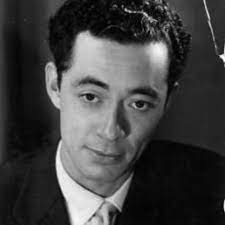
Luis Antonio Escobar

Luis Antonio Escobar Segura (Villapinzón, Cundinamarca, 14 de julio de 1925-Miami, Florida, 11 de septiembre de 1993) fue un destacado músico y compositor colombiano, nacido en Villapinzón, Colombia, el 14 de julio de 1925. Siendo el segundo de tres hermanos, perdió a su madre a la temprana edad de dos años y su padre, un hombre místico y trabajador incansable, les dio una educación basada en principios religiosos, morales y ascéticos que marcaron su personalidad. Aunque dejó la religión después de sus primeros años, mantuvo un estilo de vida sencillo y un desprendimiento hacia lo material, en línea con los valores inculcados en su niñez. Villapinzón, su lugar de nacimiento, es una población situada a 70 kilómetros al norte de Bogotá, rodeada de montañas cultivadas principalmente de papa y trigo, y atravesada por el río Bogotá y la quebrada de la Quincha, que permaneció en su memoria como una fuente cristalina en la que solía jugar descalzo en su niñez.
Durante su infancia, Luis Antonio Escobar recordaba la vida religiosa de su pueblo, en la que los cantos medievales de las promeseras que pasaban por su casa camino a Chiquinquirá quedaron grabados en su mente y le inspiraron a crear sus Cánticas. A pesar de que su padre era muy estricto y no le permitía salir los fines de semana, Luis Antonio encontraba felicidad en la soledad del campo y se impregnaba de la naturaleza. Rezaba el rosario diariamente con su padre y participaba en las fiestas religiosas locales, donde se cantaban coplas, guabinas y tonadas acompañadas por instrumentos como el tiple, el requinto, el chucho y la carraca de burro.
    El contacto con la música tradicional de su pueblo tuvo un gran impacto en su vida y se reflejó en su estilo nacionalista. Después de la escuela primaria, su padre lo matriculó en el colegio franciscano de San Joaquín en Cali. Allí recibió una educación humanística importante, incluyendo música, y cantaba en el coro obras de autores polifónicos del siglo XVI. En el convento, conoció al gran maestro Antonio María Valencia, quien lo inició en el aprendizaje del violín y le prestaba libros de música. Fueron los franciscanos quienes estimularon su amor por la música.

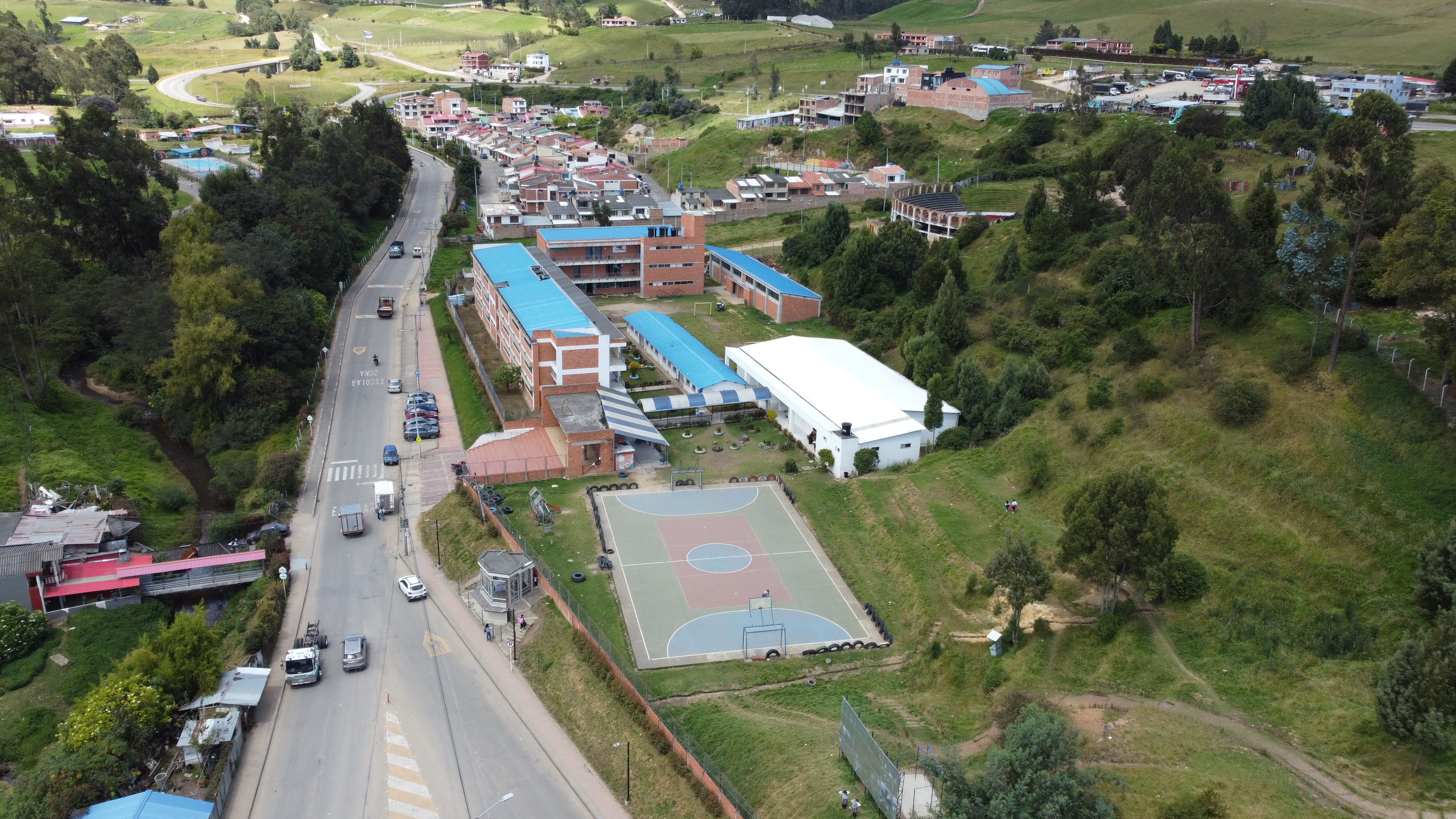
Colegio Luis Antonio Escobar, esta IE lleva el nombre del compositor más famoso de Villapinzón

    Luego de terminar la escuela primaria en un convento franciscano, el joven Luis Antonio Escobar descubrió su amor por la música. Decidió viajar a la capital para estudiar y antes pasó por su pueblo natal, donde recaudaron dinero para comprarle un violín. De esta experiencia se dice que "todavía no era músico, pero ya se le notaba".
    El joven Luis Antonio Escobar descubrió su pasión por la música y decidió estudiar en la capital, pero su falta de recursos lo llevó a trabajar como asistente de un párroco en Vianí durante dos años para pagar un piano y partituras. Finalmente, ingresó al Conservatorio Nacional en Bogotá, donde tuvo maestros como Pedro Villá, Egisto Giovannetti y Larrazábal. A pesar de tener una beca de su pueblo, sufrió muchas dificultades económicas y tuvo que "trampear" el tranvía para moverse por la ciudad. Aun así, tocó en público sus primeras composiciones y disfrutó de su tiempo libre jugando al fútbol con sus amigos. En 1947, compuso su primera obra seria, la Sonata para Violín y Piano.
Estudios de Composición 1944–1954
    El compositor estudió en el Conservatorio de la Universidad Nacional de Bogotá durante dos años y ganó una beca para estudiar música en el extranjero por votación unánime de sus compañeros. Aunque inicialmente le ofrecieron estudiar en México, él pidió estudiar en Estados Unidos o Europa y finalmente recibió la beca para estudiar en el Peabody Conservatory of Music en Baltimore, EE. UU., donde estudió con el compositor ruso Nikolas Nabokov. También asistió a cursos de historia de la música en la Universidad de Columbia en Nueva York y siguió cursos y seminarios de música en México, Canadá y otras ciudades de Norteamérica. A pesar de la beca, su situación económica era precaria y en ocasiones tuvo que empeñar su gabardina y trabajar en oficios denigrantes para poder asistir a conciertos y seguir estudiando. Sin embargo, su voluntad de aprender el arte de la composición con los mejores maestros era inquebrantable.
    El compositor estudió música en el Peabody Conservatory of Music en Baltimore con el compositor ruso Nikolas Nabokov, y asistió a cursos en la Universidad de Columbia y seminarios de música en México, Canadá y otras ciudades de Norteamérica. Además de la música, también se interesó en las bellas artes, especialmente la pintura y la escultura, y viajó a Europa para conocer las grandes obras de arte del Renacimiento, incluyendo las Puertas del Paraíso de Gibertti en Florencia. En París, su profesor le recomendó estudiar con el maestro alemán Boris Blacher, y viajó a Alemania con su beca renovada para estudiar con él. Al principio, se sintió dueño del mundo, pero el impacto de la postguerra en Berlín lo hizo cambiar y aprendió a amar más su tierra.
    Luis Antonio fue admitido en la Hochschule fur Musik de Berlín, donde enseñaba Blacher, y recibió lecciones individuales debido a su talento y dedicación.
    Blacher fue un excelente maestro para Luis Antonio, ayudándolo a progresar rápidamente en su técnica y estructura musical, además de brindarle una amistad que lo animaba en momentos de desilusión.
En la Hochschule, Luis Antonio estudió materias teóricas como Contrapunto, Fuga, Formas Musicales, Armonía e Historia y Apreciación de la Música.
    Durante su tiempo en Europa, Luis Antonio asistió a cursos de verano en varias ciudades, explorando museos, bibliotecas y escuelas de música en búsqueda de conocimiento.
Blacher le dio la oportunidad de estudiar un año más gratuitamente, por lo que Luis Antonio permaneció en Alemania por un tiempo más después de que su beca terminara.
Primeras Obras
    Durante su estadía en Europa, Luis Antonio estudió en la Hochschule fur Musik y asistió a cursos de verano en varias ciudades de Europa. Allí compuso sus primeras obras, entre ellas varias para orquesta, sonatas, sonatinas y cuartetos que empezaron a ser transmitidas por la radio en Alemania y otros países europeos. En Berlín conoció a su futura esposa, Christine Haasis, y juntos regresaron a Colombia en 1954.
Primera Etapa Profesional 1954-1957
    En los años sesenta, después de regresar a Colombia, continuó trabajando en la creación y difusión de la cultura, ocupando varios cargos importantes, como Director de Extensión Cultural de la Nación, Presidente y miembro de la Junta Directiva de la Orquesta Sinfónica de Colombia, cofundador de la Orquesta Filarmónica de Bogotá y Presidente de la Unión de Compositores Colombianos. Durante esta época, compuso varias obras destacadas, como la ópera "Los Hampones", el poema sinfónico "Juramento a Bolívar" y la "Cantata Campesina No. 1", entre otras. También creó los "Bambuquerías", pequeños preludios para piano, y las "Cánticas", obras para coros polifónicos con poemas populares, de los cuales disfrutaba recitando algunos.
    Guillermo Espinosa fundó y presidió los Clubes de Estudiantes Cantores en Colombia, y trajo los primeros profesores especializados en técnica vocal. Además, formó los Coros de Empleados Oficiales en entidades gubernamentales, editó el libro "Música Polifónica Colombiana" y el libro sobre el primer compositor colombiano de la Colonia. Fue Cónsul de Colombia en Bonn y Agregado Cultural en los Estados Unidos, y representó al país en congresos musicales en varios países.
Tercera Etapa 1976-1993
    Luis Antonio Escobar, en 1976, se casó con la pianista Amparo Angel, quien lo acompañó en sus investigaciones, la edición de sus libros y estrenos de sus obras. De esta época, se destaca el Ballet La Fosforerita, ganador en el concurso internacional Hans Christian Andersen en Dinamarca, así como obras para piano, violín, guitarra y orquesta, y nuevas Bambuquerías y Cánticas. Fundó la entidad cultural El Muro Blanco y organizó viajes culturales a diversos países.
    Luis Antonio tenía un estilo ameno y muy propio para transmitir sus enseñanzas, producto de su gran cultura, que le permitía hablar con propiedad de otras artes ligadas al contexto de la música. Recorrió diversos países para dictar conferencias y recibió importantes condecoraciones del gobierno nacional y del gobierno de Hungría por su labor en pro de la educación y la difusión de la cultura como organizador de festivales y eventos importantes.
Sus obras han sido grabadas
    Por importantes agrupaciones, entre ellas la Coral Ballestrinque y el Manhattan Vocal Ensamble de Nueva York, y también tiene otros discos. Desde hace tiempo, su interés se centró en la música precolombina y de la época colonial, para lo cual emprendió una exhaustiva investigación en compañía de su esposa, recorriendo muchos países de Mesoamérica y Sudamérica, visitando museos, archivos y bibliotecas y tomando fotografías.
    Luis Antonio también dedicó numerosas composiciones a su esposa, especialmente en el género pianístico, y trabajaba en las Bambuquerías y Cánticas como un descanso de la composición de obras grandes. Fue una etapa creativa muy intensa, en la cual compuso diversas obras como el Matrimonio del Tío Sapo, el Ballet La Fosforerita, el Concierto Grosso con obligado de Violín y Piano, entre otros.
    Además, fundó la entidad cultural El Muro Blanco con el poeta Andrés Holguín, donde por once años se dictaron conferencias y seminarios sobre temas de la cultura. A través de esta entidad, organizó viajes culturales a Egipto, Grecia, Nueva York, México, Perú y San Agustín.
Muerte
    Al momento de fallecer el 11 de septiembre de 1993, Luis Antonio Escobar desempeñaba el puesto de Agregado Cultural de Colombia en Miami. De acuerdo con su voluntad, sus restos fueron depositados en el fondo del mar en la costa de Florida.